# 徳田要請問題

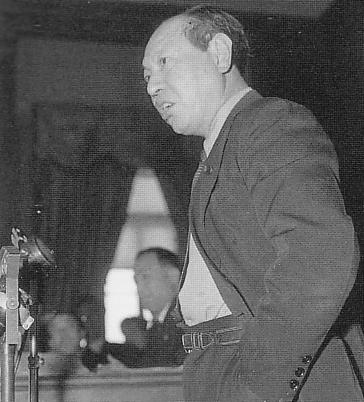
証人喚問される徳田球一（1950年3月16日）

徳田要請問題（とくだようせいもんだい）とは、1950年（昭和25年）2月にソビエト連邦のシベリア抑留から帰還した引揚者の一部が、自分たちの帰国が遅れたのは日本共産党書記長であった徳田球一の要請によるものだと主張した事件。3月から4月にかけて衆議院と参議院の各委員会で当事者として証人喚問された菅季治が遺書を残して自殺したことで話題となった。「徳田要請」「徳田要請事件」とも呼ばれている。

## 概要
1950年2月23日、2月9日に引揚船高砂丸で舞鶴港へ帰還した抑留引揚者のグループ「日の丸梯団」の団長・久保田善蔵が参議院引揚特別委員会で証言に立ち、船上で373名が署名した以下の懇請書を読み上げ、「日本人にして赤化思想を持たぬ者は絶対に日本に帰してくれるな」と徳田がソ連に対して要請したがために帰還が遅れたと主張し、日本国政府・国会並びに連合国軍最高司令官総司令部（GHQ）にその事実究明を求めた。
懇　請　書
　在ソ日本軍事俘虜及抑留者引揚促進は停戰後に於ける日本の重要、国策にして、之が具現に関し進駐軍の絶大なる努力と国民の総力を挙げ居るところにして洵に感激に堪えざるところなり然るに第九九地区（カラガンダ）第九分所に被收容中同所長代理中尉シャヘーフ治政治部将校ヒラトフ少尉（通訳日本人管某〔ママ〕）は思想教育の為全員集合の席上俘虜の帰還質問に対しヒトラフ少尉は左の如く言明せり

　「日本共産党書記長徳田球一氏より其の党の名に於て思想教育を徹底し共産主義者に非ざれば帰国せしめざる如く要請あり依而反動思想を有する者ば絶対に帰国せしめぬであろう」

　世界平和及民族の自由独立を標標せる日本共産党の斯る態度は人道を無親し国民の総意に悖り在ソ同胞の犠牲の上に党勢拡大を企図し剰ヘソ連に阿諛せんとするものなり果して之が事実なりとせば日本政府進駐軍の努力及国民の総意に反するものにして引揚促進に多大なる障碍を及すは言を俟たず依而右事実の真否を究明し善処あらん事を切望す茲に二月九日歸還せる日の丸梯団全員名に於て懇請するものなり

　　昭和二十五年二月十四日

　　　　　　日の丸梯団一同

　　　　　　　三百七十三名
—
この集会は1949年（昭和24年）9月15日に開かれたもので、問題とされた政治部将校の発言は哲学者の菅季治が通訳したものであることが明かされた。
この告発は、当時レッドパージなど共産主義者や左派の運動に対する当局の弾圧が強まるなか、共産主義者攻撃の格好の材料とされ、政治問題化した。
3月16日、参議院在外同胞引揚特別委員会は真相究明のために徳田を喚問するが、徳田は否定した。3月27日、同委員会は「要請という事実が現実にあつたやの疑いは濃厚」とする特別委員会報告書を多数で決定した。4月27日、衆議院考査特別委員会も徳田を喚問した。4月30日、考査特別委員長の鍛冶良作は、「ラカンダ地区における政治部将校の発言中に徳田要請があつたと言つたことは、事実」として衆議院本会議に報告した。

## 菅季治の自殺
これに関連し、抑留時にソ連将校の講話を通訳していた哲学者菅季治は、件の発言は政治部エルマーエフ上級中尉によるものであったとして、「いつ諸君が帰れるか、それは諸君自身にかかつている。諸君はここで良心的に労働し、真正の民主主義者となるとき諸君は帰れるのである。日本共産党書記長徳田は、諸君が反動分子としてではなく、よく準備された民主主義者として帰国することを期待している」と訳したと証言した。共産党機関紙『アカハタ』はこれをもって「徳田要請は否定された」と主張し、さらには「日本共産党に対し悪意をもつもの、また当時帰国の不安にかられていた久保田ら前職者たちにとって、オクソクから悪質なデッチあげに走るとは考えられることだ」と書き立てた。
このため4月5日に菅は衆議院に証人喚問された。ここで"期待"の訳をめぐって、「日本語からロシヤ語をつくつたような感じがする文章」との専門家コメントなどが持ち出され、アクチーヴであった過去や天皇制反対の思想と絡めて厳しい質問を浴びた菅は、翌日鉄道に飛び込み自殺した。

## 反響
菅の自殺事件は社会的に大きな反響を呼び、木下順二がこの事件をテーマとする戯曲『蛙昇天』（背景も含めすべて蛙の世界の出来事に置き換えたもの）を書いている。
鶴見俊輔は菅季治の自殺について、1950年当時、徳田要請問題、ひいては他国の日本人捕虜が帰国した後になってもシベリア抑留が続く現状についての日本国内世論の緊張の強さを示していると1979年に述べた。鶴見は同時に、そもそも一人の士官の発言を通訳したにすぎない菅季治がどう証言しようとも徳田要請問題の決定的証拠とはなりえなかったにもかかわらず、議員らが菅にその役割を求めようとしたことから悲劇が始まったのだという考えを述べた。